# Associazione Calcio Savoia 1908 1997-1998
Questa voce raccoglie le informazioni riguardanti il Savoia nelle competizioni ufficiali della stagione 1997-1998.

## Stagione
La stagione 1997-1998 fu la 76ª stagione sportiva del Savoia.
Serie C1 1997-1998: 9º posto

## Divise e sponsor
| Casa | Trasferta |

## Organigramma societario
Area direttiva
- Presidente:  Mario Moxedano
- Amministratore delegato: Salvatore Moxedano

Area organizzativa
- Segretario generale: Giuseppe Iodice

Area tecnica
- Allenatore:  Francesco D'Arrigo poi
 Salvatore Bianchetti dalla 18^

Area sanitaria
- Medico sociale: Antonio Cirillo
- Massaggiatore: Agostino Alessio

## Rosa

Antonio Marasco, capitano del Savoia

| N. |                   | Ruolo | Calciatore          |
| -- | ----------------- | ----- | ------------------- |
|    | Italia (bandiera) | P     | Antonio Efficie     |
|    | Italia (bandiera) | P     | Marco Morrone       |
|    | Italia (bandiera) | D     | Fabio Bonadei       |
|    | Italia (bandiera) | D     | Roberto Carannante  |
|    | Italia (bandiera) | D     | Maurizio Marin      |
|    | Italia (bandiera) | D     | Giuseppe Misiti     |
|    | Italia (bandiera) | D     | Alberto Nocerino    |
|    | Italia (bandiera) | D     | Sandro Porchia      |
|    | Italia (bandiera) | D     | Riccardo Rocchini   |
|    | Italia (bandiera) | D     | Simone Veronese     |
|    | Italia (bandiera) | C     | Salvatore Ambrosino |
|    | Italia (bandiera) | C     | Ferruccio Bonvini   |
|    | Italia (bandiera) | C     | Vladimiro Caramel   |
|    | Italia (bandiera) | C     | Mario Cecchi        |

| N. |                   | Ruolo | Calciatore                 |
| -- | ----------------- | ----- | -------------------------- |
|    | Italia (bandiera) | C     | Maurizio D'Antimi          |
|    | Italia (bandiera) | C     | Aldo Dolcetti              |
|    | Italia (bandiera) | C     | Alfredo Femiano            |
|    | Italia (bandiera) | C     | Antonio Marasco (capitano) |
|    | Italia (bandiera) | C     | Antonio Martorella         |
|    | Italia (bandiera) | C     | Gianluca Musumeci          |
|    | Italia (bandiera) | C     | Elio Signorelli            |
|    | Italia (bandiera) | A     | Claudio Balesini           |
|    | Italia (bandiera) | A     | Antonio Barbera            |
|    | Italia (bandiera) | A     | Luigi Caliano              |
|    | Italia (bandiera) | A     | Gianni Califano            |
|    | Italia (bandiera) | A     | Antonio Di Nardo           |
|    | Italia (bandiera) | A     | Massimo Marsich            |

## Calciomercato
| Acquisti | Acquisti | Acquisti | Acquisti   |
| R.       | Nome     | da       | Modalità   |
| -------- | -------- | -------- | ---------- |
|          |          |          | definitivo |

| Cessioni | Cessioni | Cessioni | Cessioni   |
| R.       | Nome     | a        | Modalità   |
| -------- | -------- | -------- | ---------- |
|          |          |          | definitivo |

## Risultati

### Campionato

#### Girone di andata
| 31 agosto 1997 1ª giornata | Savoia | 1 – 0 | Turris |  |

| 7 settembre 1997 2ª giornata | Juve Stabia | 0 – 0 | Savoia |  |

| 14 settembre 1997 3ª giornata | Cosenza | 2 – 0 | Savoia |  |

| 21 settembre 1997 4ª giornata | Savoia | 1 – 0 | Avellino |  |

| 28 settembre 1997 5ª giornata | Fermana | 0 – 0 | Savoia |  |

| 5 ottobre 1997 6ª giornata | Savoia | 2 – 0 | Nocerina |  |

| 12 ottobre 1997 7ª giornata | Savoia | 0 – 1 | Gualdo |  |

| 19 ottobre 1997 8ª giornata | Battipagliese | 0 – 2 | Savoia |  |

| 26 ottobre 1997 9ª giornata | Savoia | 1 – 1 | Lodigiani |  |

| 9 novembre 1997 10ª giornata | Ischia Isolaverde | 0 – 1 | Savoia |  |

| 16 novembre 1997 11ª giornata | Casarano | 2 – 1 | Savoia |  |

| 23 novembre 1997 12ª giornata | Savoia | 1 – 1 | Atletico Catania |  |

| 30 novembre 1997 13ª giornata | Palermo | 3 – 3 | Savoia |  |

| 14 dicembre 1997 14ª giornata | Savoia | 0 – 0 | Giulianova |  |

| 21 dicembre 1997 15ª giornata | Ascoli | 1 – 1 | Savoia |  |

| 28 dicembre 1998 16ª giornata | Savoia | 1 – 1 | Ternana |  |

| 11 gennaio 1998 17ª giornata | Acireale | 3 – 1 | Savoia |  |

#### Girone di ritorno
| 18 gennaio 1998 18ª giornata | Turris | 0 – 1 | Savoia |  |

| 25 gennaio 1998 19ª giornata | Savoia | 0 – 0 | Juve Stabia |  |

| 1º febbraio 1998 20ª giornata | Savoia | 0 – 1 | Cosenza |  |

| 8 febbraio 1998 21ª giornata | Avellino | 1 – 0 | Savoia |  |

| 15 febbraio 1998 22ª giornata | Savoia | 0 – 0 | Fermana |  |

| 22 febbraio 1998 23ª giornata | Nocerina | 0 – 1 | Savoia |  |

| 1º marzo 1998 24ª giornata | Gualdo | 0 – 0 | Savoia |  |

| 8 marzo 1998 25ª giornata | Savoia | 0 – 0 | Battipagliese |  |

| 15 marzo 1998 26ª giornata | Lodigiani | 0 – 1 | Savoia |  |

| 22 marzo 1998 27ª giornata | Savoia | 3 – 4 | Isola d'Ischia |  |

| 5 aprile 1998 28ª giornata | Savoia | 1 – 1 | Casarano |  |

| 11 aprile 1998 29ª giornata | Atletico Catania | 0 – 1 | Savoia |  |

| 19 aprile 1998 30ª giornata | Savoia | 2 – 1 | Palermo |  |

| 26 aprile 1998 31ª giornata | Giulianova | 2 – 1 | Savoia |  |

| 3 maggio 1998 32ª giornata | Savoia | 0 – 1 | Ascoli |  |

| 10 maggio 1998 33ª giornata | Ternana | 1 – 0 | Savoia |  |

| 17 maggio 1998 34ª giornata | Savoia | 0 – 0 | Acireale |  |